# Polnische Badmintonmeisterschaft 1989
Die Polnische Badmintonmeisterschaft 1989 fand vom 3 bis zum 5. Februar 1989 in Suwałki statt. Es war die 25. Austragung der Titelkämpfe.

## Medaillengewinner
| Disziplin    | Gold                                                                    | Silber                                                                   | Bronze |
| ------------ | ----------------------------------------------------------------------- | ------------------------------------------------------------------------ | --- |
| Herreneinzel | Jacek Hankiewicz (Kolejarz Katowice)                                    | Jerzy Dołhan (Technik Głubczyce)                                         | Janusz Czerwieniec (Polonez Warszawa) Grzegorz Olchowik (Technik Głubczyce)                                                                |
| Dameneinzel  | Bożena Siemieniec (Technik Głubczyce)                                   | Bożena Haracz (Technik Głubczyce)                                        | Barbara Kulanty (Bolesław Bukowno) Wioletta Wilk (Motus Koszalin)                                                                          |
| Herrendoppel | Jerzy Dołhan (Technik Głubczyce) Jacek Hankiewicz (Kolejarz Katowice)   | Marek Bujak (Technik Głubczyce) Grzegorz Olchowik (Technik Głubczyce)    | Jarosław Bąk (Technik Głubczyce) Stanisław Rosko (Technik Głubczyce) Janusz Czerwieniec(Polonez Warszawa) Piotr Sobotka (Polonez Warszawa) |
| Damendoppel  | Bożena Haracz (Technik Głubczyce) Bożena Siemieniec (Technik Głubczyce) | Małgorzata Kowina (AZS Katowice) Danuta Miska (AZS Katowice)             | Anna Grabowska (Marcovia Marki) Ewa Ochman (Marcovia Marki) Katarzyna Krasowska (Technik Głubczyce) Marzena Masiuk (Technik Głubczyce)     |
| Mixed        | Jerzy Dołhan (Technik Głubczyce) Bożena Haracz (Technik Głubczyce)      | Grzegorz Olchowik (Technik Głubczyce) Marzena Masiuk (Technik Głubczyce) | Jarosław Bąk (Technik Głubczyce) Bożena Siemieniec (Technik Głubczyce) Jacek Hankiewicz (Kolejarz Katowice) Elżbieta Grzybek (KKW Kraków)  |